# José Miguel Flores
José Miguel Flores es un presentador de televisión nacido en Vélez-Blanco (provincia de Almería), España.

## Trayectoria
Su trayectoria profesional comienza en la radio en su ciudad natal, en la emisora Radio Juventud. Ingresó en Televisión Española a finales de los años 60, y en la década siguiente fue un rostro habitual en la pantalla, presentando diferentes programas, algunos de los cuales, especialmente dirigidos al público infantil. Así, participó en el informativo infantil Y ahora (1972), el concurso El Juego de la foca (1973-1974), Operación Torpedo (1974) (ambos con guiones de Guillermo Summers) el espacio infantil Fiesta (1974-1975) y el magazín Tiempo libre (1976-1977).
Más adelante, en el año 1978 fue también presentador de Telediario y el informativo Esta semana (1983).
Posteriormente se retiraría del mundo de la televisión.